# Amanuel Ghebreigzabhier
Amanuel Ghebreigzabhier Werkilul (* 17. August 1994 in Addis Abeba) ist ein eritreischer Radsportler.

## Sportliche Laufbahn
2014 wurde Amanuel Ghebreigzabhier eritreischer Meister im Straßenrennen und entschied jeweils eine Etappe der Tour International de Blida und der Tour International de Constantine für sich. Im Jahr darauf gewann er bei beiden Rennen die Gesamtwertungen. 2016 wurde Ghebreigzabhier Afrikameister im Mannschaftszeitfahren sowie U23-Meister im Straßenrennen. 2017 belegte er beim Arctic Race of Norway Platz neun.
2017 und 2018 wurde Ghebreigzabhier weitere Male Afrikameister im Mannschaftszeitfahren. 2018 errang er zudem den Titel des Afrikameisters im Straßenrennen.
Zum Ende der Saison 2020 wechselte Ghebreigzabhier zu Trek-Segafredo. Im März 2022 stürzte er während der Katalonien-Rundfahrt; er erlitt innere Verletzungen sowie Wirbelfrakturen und wurde in ein Krankenhaus in Barcelona eingeliefert. In den Jahren 2021 und 2023 wurde er eritreischer Meister im Zeitfahren. Weiters ging er für sein Heimatland bei den Olympischen Spielen von Tokio an den Start.

## Erfolge
2014
- eine Etappe Tour International de Blida
- eine Etappe Tour International de Constantine
- Eritreischer Meister – Straßenrennen

2015
- Tour International de Blida
- Tour International de Constantine

2016
- Afrikameister – Mannschaftszeitfahren (mit Elias Afewerki, Issak Tesfom Okubamariam und Mekseb Debesay)
- U23-Afrikameister – Straßenrennen

2017
- Afrikameister – Mannschaftszeitfahren (mit Meron Abraham Brhane, Awet Habtom und Meron Teshome)

2018
- Afrikameister – Straßenrennen, Mannschaftszeitfahren (mit Mekseb Debesay, Metkel Eyob und Saymon Musie)

2019
- Eritreischer Meister – Einzelzeitfahren

2023
- Eritreischer Meister – Einzelzeitfahren

2025
- Eritreischer Meister – Einzelzeitfahren

## Grand-Tour-Platzierungen
| Grand Tour            | 2018 | 2019 | 2020 | 2021 | 2022 | 2023 | 2024 |
| --------------------- | ---- | ---- | ---- | ---- | ---- | ---- | ---- |
| Giro d’ItaliaGiro     | –    | 45   | 54   | 63   | –    | DNF  | 63   |
| Tour de FranceTour    | –    | –    | –    | –    | –    | –    | –    |
| Vuelta a EspañaVuelta | 37   | DNF  | –    | –    | –    | 82   | –    |